# Леон Балогун
Леон Балогун (англ. Leon Balogun, нар. 28 червня 1988, Західний Берлін) — німецький та нігерійський футболіст, захисник шотландського клубу «Рейнджерс» та національної збірної Нігерії.

## Клубна кар'єра
Народився 28 червня 1988 року у Західному Берліні в родині нігерійця та німкені. Займався футболом у футбольних академіях клубів «Герта» (Берлін) та Герта (Целендорф). За останній він провів сім матчів у сезоні 2006/07 у Вербандслізі Берліна, а потім перейшов у столичний «Туркіємспор» у 2007 році. За цей клуб він провів 29 ігор в Оберлізі Нордост, в яких забив чотири голи.
Своєю грою за останню команду привернув увагу представників тренерського штабу клубу «Ганновер 96», до складу якого приєднався 2008 року. Грав насамперед за другу команду ганноверського клубу, протягом двох сезонів за головну команду клубу провів лише 3 матчі, дебютувавши у Бундеслізі 19 квітня 2009 року у виїзній грі проти «Гамбурга», вийшовши на заміну на 85-й хвилині замість Гаетана Кребса.
2010 року уклав контракт з бременським «Вердером», у складі якого провів наступні два роки своєї кар'єри гравця. У Бремені також насамперед виступав за другу команду клубу.

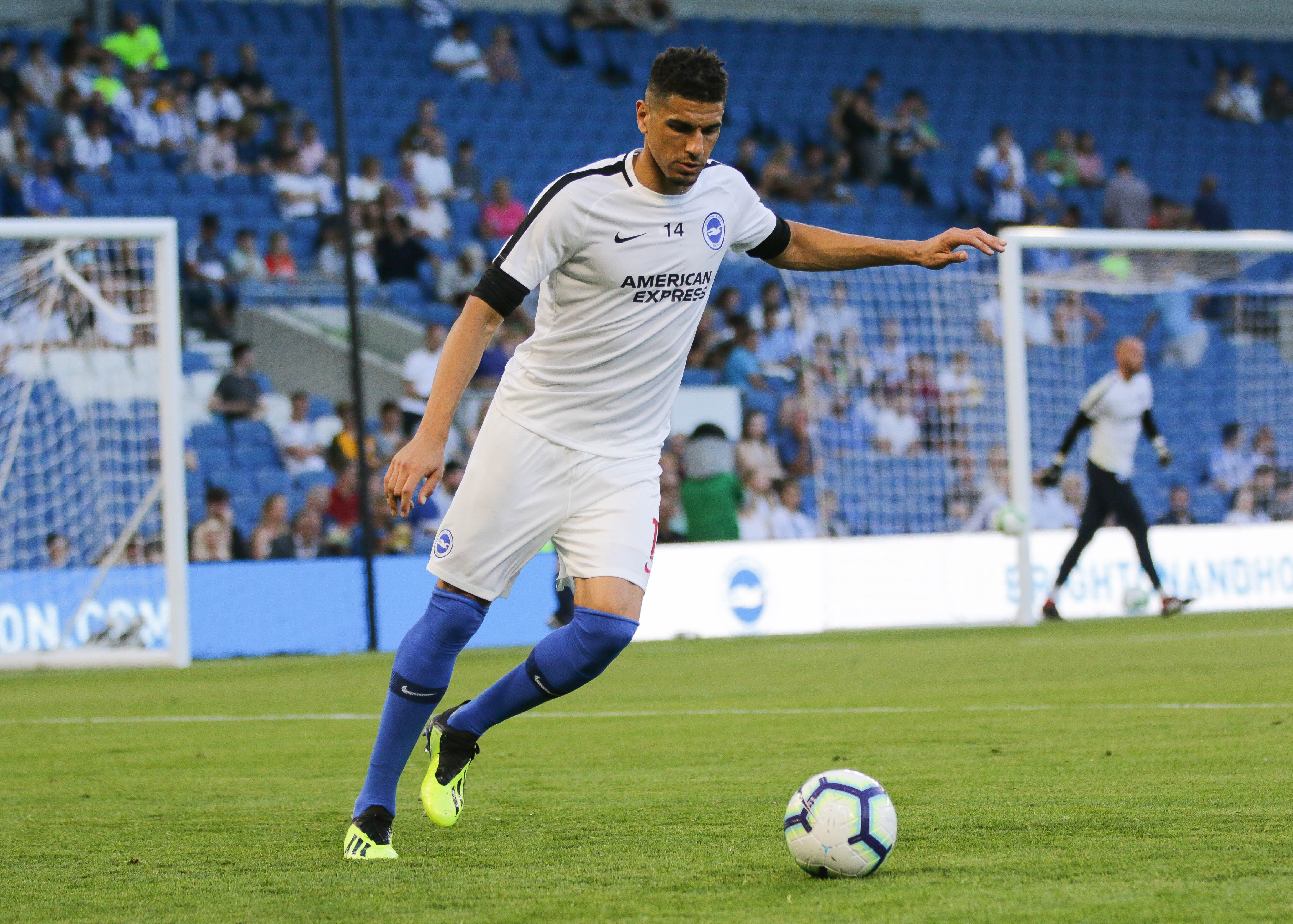
Леон Балогун під час виступів за «Брайтон енд Гоув». 2018 рік.

До складу «Фортуни» (Дюссельдорф) приєднався 2012 року. Загалом встиг відіграти за клуб з Дюссельдорфа 28 матчів в національному чемпіонаті. В 2014 році, після закінчення контракту з «Фортуною», три місяці залишався без клубу. Потім уклав однорічний договір з «Дармштадтом», якому допоміг за результатами сезону 2014/15 вийти до Бундесліги, втім контракт після цього не був продовжений.
З 2015 року три сезони захищав кольори клубу «Майнц 05», після чого 22 травня 2018 року перейшов у англійський «Брайтон енд Гоув». Новій команді нігерієць не зумів стати основним гравцем, зігравши лише 8 ігор у Прем'єр-лізі, через що 31 січня 2020 року на умовах шестимісячної оренди був відданий в оренду до клубу другого англійського дивізіону «Віган Атлетік», який згодом підписав з гравцем повноцінний короткотерміновий контракт до кінця сезону 2019/20. За його результатами команда посіла передостаннє 23 місце і вилетіла до третього дивізіону, після чого Балогун покинув клуб.
24 липня 2020 року Балогун підписав однорічний контракт із шотландським клубом «Рейнджерс» з можливістю продовження ще на один рік. У першому ж сезоні Балогун допоміг «Рейнджерсу» вперше за 10 років виграти чемпіонський титул, завершивши сезон без поразок і набравши рекордні 102 очки. Наступного року він став з командою володарем Кубка Шотландії, а також допоміг команді стати фіналістом Ліги Європи.

## Виступи за збірну
Погодившись на пропозицію захищати на рівні збірних кольори батьківщини свого батька, Нігерії, у березні 2014 року дебютував в офіційних матчах у складі національної збірної Нігерії у товариському матчі проти Мексики (0:0), замінивши у перерві Ефе Емброуза, але вже за 20 хвилин змушений був покинути поле через серйозну травму ноги і замість нього матч догравав Азубуйке Егвуекве.
У складі збірної Балогун був учасником чемпіонату світу 2018 року у Росії. На турнірі зіграв в усіх трьох матчах, але нігерійці не змогли вийти з групи.
Наступного року Балогун був включений до складу збірної Нігерії на Кубок африканських націй 2019 року у Єгипті. На континентальній першості він зіграв у 4 матчах і здобув з командою бронзові нагороди.

## Титули і досягнення
- Чемпіон Шотландії (1):

«Рейнджерс»: 2020/21
- Володар Кубка Шотландії (1):

«Рейнджерс»: 2021/22
- Володар Кубка шотландської ліги (1):

«Рейнджерс»: 2023/24
Збірні
- Бронзовий призер Кубка африканських націй: 2019